# Melville (Saskatchewan)
Melville (City of Melville) ist eine Kleinstadt in der kanadischen Provinz Saskatchewan, am Rand der als Aspen Parkland bezeichneten kanadischen Ökoregion. 
Die Stadt wurde nach Charles Melville Hays (1856–1912) benannt, einem in Kanada tätigen US-amerikanischen Eisenbahnunternehmer und Präsident der Grand Trunk Railway und deren Tochtergesellschaft Grand Trunk Pacific Railway. 1908 wurde hier die Melville Railway Station errichtet. Das Gebäude mit seinen zwei Giebeln, dem hohen Walmdach und seinen Gauben sollte ein wichtiger Bahnhof der Gesellschaft bei der Besiedlung und Entwicklung des Westens werden. Das Gebäude wurde 2014 von der kanadische Bundesregierung zu einer „nationalen historischen Stätte“ erklärt.
Melville ist ein wichtiger Verkehrsknoten. Hier kreuzt sich der Saskatchewan Highway 10, mit dem Saskatchewan Highway 15 und dem Saskatchewan Highway 47. Außerdem durchquert eine Eisenbahnstrecke der Canadian National Railway die Gemeinde. Auf dieser Strecke verkehrt auch der von VIA Rail betriebenen Fernzug The Canadian, welcher in Melville Fahrplanmäßig hält. Am östlichen Stadtrand liegt der regionale Melville Municipal Airport (IATA-Code: -, ICAO-Code: -, Transport Canada Identifier: CJV9) mit zwei Start- und Landebahnen, von denen die längere eine Länge von 792 m hat.

## Söhne und Töchter der Stadt
- George Gordon Abel (1916–1996), Eishockeyspieler
- Sid Abel (1918–2000), Eishockeyspieler
- Ricky Kanee Schachter (1918–2007), Dermatologin und Hochschullehrerin
- Pearl McGonigal (* 1929), Politikerin, Vizegouverneurin der Provinz Manitoba
- Todd McLellan (* 1967), Eishockeyspieler
- Tim Cheveldae (* 1968), Eishockeytorwart und -trainer
- Kerry Simpson (* 1981), Eisschnellläuferin
- Jarret Stoll (* 1982), Eishockeyspieler
- Paul Albers (* 1985), Eishockeyspieler
- Shaun Heshka (* 1985), Eishockeyspieler